# Emilia Pardo Bazán
Emilia Pardo-Bazán y de la Rúa-Figueroa (n. 16 septembrie 1851, A Coruña, Galicia, Spania – d. 12 mai 1921, Madrid, Noua Castilie⁠(d), Spania), contesa de Pardo Bazán, a fost un romancier, jurnalist, eseist, critic literar, poet, dramaturg, traducător, spaniolă redactor, considerată una dintre cele mai bune scriitoare ale timpului ei, fiind astfel prima mare feministă spaniolă. Profesor și lector care a introdus naturalismul în Spania, o mișcare literară care înfățișează viața cu o abordare științifică și deterministă. Cel mai reprezentativ roman al său în acest sens este Los pazos de Ulloa⁠(d), o lucrare care narează declinul unei familii rurale din Galicia, combinând violența naturii și lupta pentru putere.
Ea a fost un pionier în ideile sale despre drepturile femeilor și feminism .  Ea a susținut că educația femeilor este ceva fundamental și și-a dedicat o parte importantă a acțiunilor sale publice apărării acesteia. 
Printre lucrările ei notabile se numără The pulsating question, o compilație de articole care o creditează drept unul dintre principalii promotori ai naturalismului în Spania, o mișcare care a apărut ca o reacție la romantism . De asemenea, La Tribuna (1883), considerat primul roman social și primul roman naturalist spaniol, unde încorporează pentru prima dată proletariatul și dă voce și discurs unei femei muncitoare: Amparo, făcătorul de trabucuri. 
A fost prima femeie membră a Ateneului de Madrid, admisă la 9 februarie 1905. 

## Biografie

### Copilăria și educația
Emilia Pardo Bazán  era fiica unei familii galice nobile și foarte bogate din Spania: contele papal de Pardo-Bazán, José María Pardo-Bazán y Mosquera, titlu pe care Alfonso XIII i l-a acordat în 1908, și Amalia María de la Rúa- Figueroa și Somoza. Tatăl ei, convins de drepturile femeii,  i-a oferit cea mai bună educație posibilă, încurajându-i dragostea pentru literatură.  Pe lângă reședința de pe strada Tabernas, familia deținea alte două case, una lângă Sanxenxo și cealaltă la periferia orașului La Coruña, Pazo de Meirás.
Emilia Pardo a primit o educație neobișnuită pentru femeile timpului ei, mai ales că provenea dintr-o familie aristocratică care i-a încurajat pregătirea intelectuală. Educația sa s-a desfășurat în casa sa de familie, predată de cei mai buni profesori, unde a studiat diverse discipline, printre care literatura, istoria, latină, greacă, franceză și germană, ceea ce i-a permis să aibă acces la o mare varietate de texte și autori europeni.
În biblioteca tatălui său a găsit acces la o mare varietate de lecturi; El a declarat că cărțile sale preferate erau Don Quijote din La Mancha, Biblia și Iliada . La casa din La Coruña a citit și Cucerirea Mexicului de Antonio de Solís și Viețile paralele de Plutarco . Cărțile despre Revoluția Franceză l-au fascinat. În timpul șederii de iarnă ale familiei la Madrid, Emilia a urmat o școală franceză protejată de Casa Regală  unde a fost introdusă în opera literară a lui La Fontaine și Jean Racine — ceea ce i-ar fi mai ales util mai târziu, având în vedere călătoriile ei frecvente în Franța pentru conectați-vă cu lumea literară europeană și întâlniți și tratați autori relevanți precum Victor Hugo . La vârsta de doisprezece ani, familia a decis să rămână în La Coruña în timpul iernilor și acolo Emilia a studiat cu instructori privați. Ea a refuzat să urmeze mode care limitau femeile să învețe muzica și economia casnică. A primit pregătire pe toate tipurile de subiecte, cu o atenție deosebită pentru științe umaniste și limbi străine, devenind fluent în franceză, engleză și germană. Nu putea merge la universitate, care era interzisă femeilor, așa că a urmat progresele științifice și filozofice prin prietenii și cărțile tatălui ei.  La vârsta de cincisprezece ani, a scris prima sa poveste ( A 19th Century Marriage ), care a fost prima dintre numeroasele povești pe care le-a publicat de-a lungul vieții sale. 

### Căsătoria și începuturile ca scriitor
La vârsta de șaisprezece ani s-a căsătorit cu José Quiroga, tot dintr-o familie nobilă; Avea nouăsprezece ani și încă student la drept. Relația a fost bine privită de ambii părinți. Nunta a fost sărbătorită în 1868 la Meirás și după aceasta, cuplul a făcut un turneu în Spania. Cuplul nu s-a separat de familie și ani de zile au locuit cu părinții și au călătorit prin Europa. 

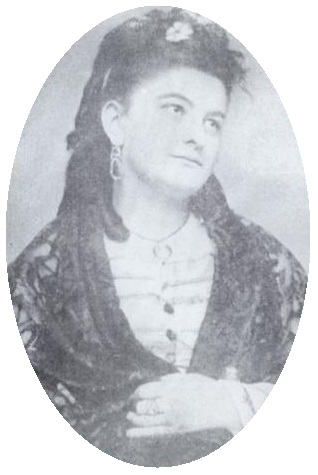
Emilia Pardo Bazan

În 1869, ea și soțul ei s-au mutat la Madrid, când soțul ei, José Quiroga, a fost ales deputat la Cortes după Revoluția din 1868⁠(d). Când și-a părăsit locul, cei patru au întreprins o călătorie de câteva luni în Franța și Italia. Emilia a publicat cronicile acestei călătorii în ziarul El Imparcial — culese ulterior într-una din cărțile sale de călătorie, Por la Europa Católica (1901) — și în ele a denunțat necesitatea europenizării Spaniei, recomandând călătoriile cel puțin o dată pe an. an ca mijloc de a te educa. 
Susținător al carlismului⁠(d) în timpul Sexeniului Revoluționar⁠(d), potrivit lui Isaak Pavlovski⁠(d), Pardo Bazán a traficat chiar și cu arme pentru apărătorii lui Don Carlos,  deși ani mai târziu a abandonat această cauză. 

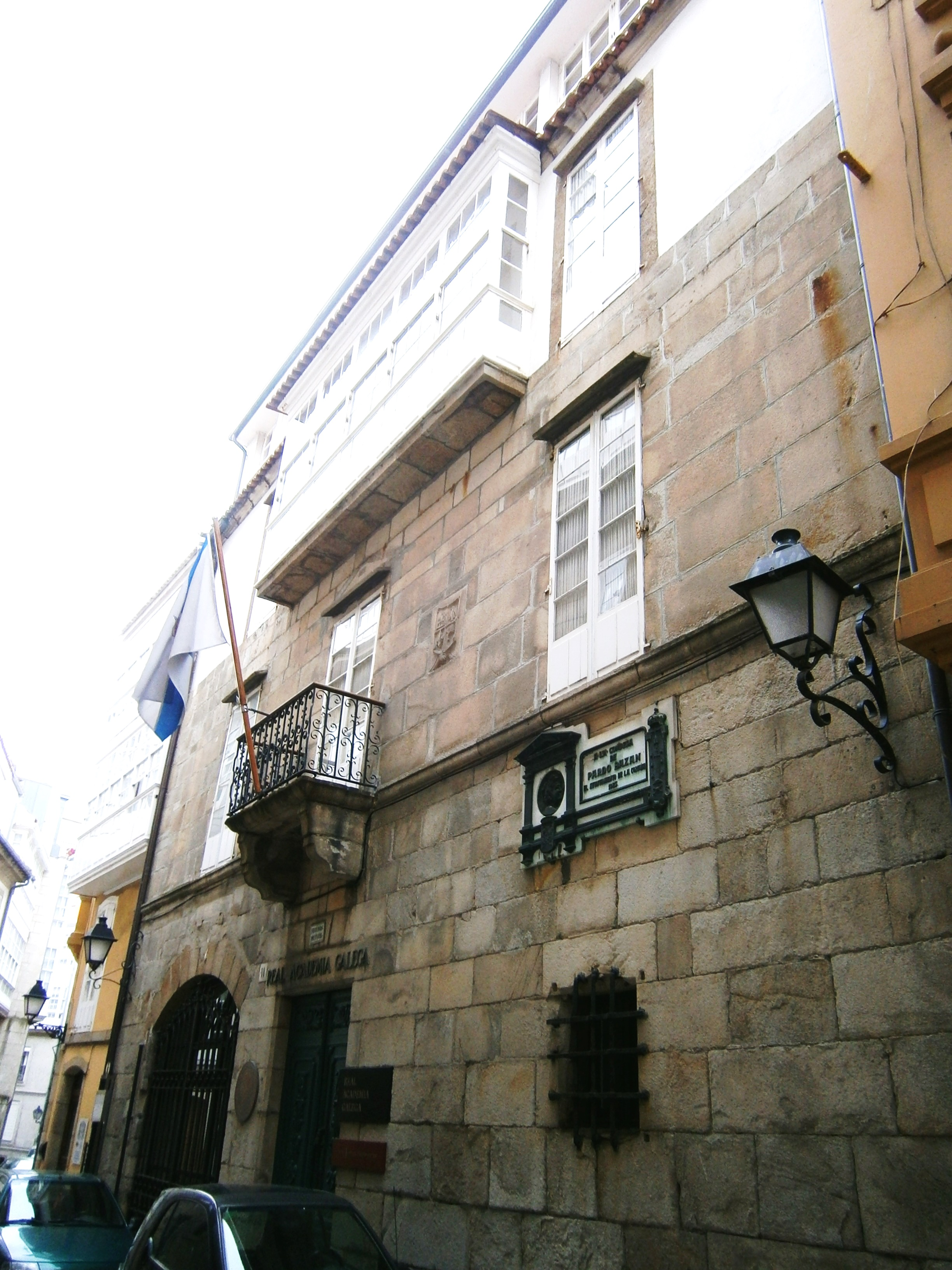
Casa lui Emilia Pardo Bazán din La Coruña.

Potrivit documentelor vremii, soțul ei José Quiroga era tăcut și rezervat. Căsătoria a menținut o bună armonie, ea l-a susținut în studiile sale de drept și el a prețuit interesele intelectuale ale soției sale. Au petrecut opt ani de căsătorie până când au avut primul lor copil, Jaime (1876); Mai târziu s-au născut Blanca (1879) și Carmen (1881). În anii următori relația conjugală a avut de suferit, mai mult din cauza muncii ei intelectuale și literare decât din motive personale, spun cronicarii. 

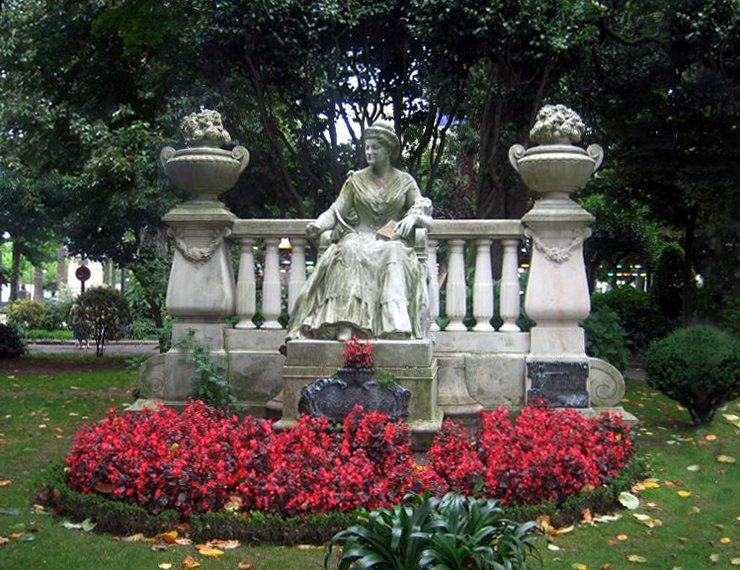
Monumentul dedicat Emilia Pardo Bazán din La Coruña.

În 1876, prima ei lucrare ca scriitoare a fost publicată cu Un studiu critic al lucrărilor părintelui Feijoo, un eseu despre acest intelectual galic al siglo XVIII pentru care scriitoarea a avut întotdeauna o mare admirație, posibil pentru opera sa avant la lettre .  Cu lucrarea a câștigat un premiu, concurând la acest concurs cu Concepción Arenal . În același an a publicat prima sa carte de poezii, Jaime, pe care a dedicat-o fiului său nou-născut, editată de Francisco Giner de los Ríos . 
A colaborat la revista catolică La Ciencia Cristiana, de la care în 1877 s-a opus, cu argumente științifice, teoriei darwinismului asupra originii speciilor. 
Primul său roman publicat a apărut în 1879, Pascual López, autobiografia unui student la medicină , un roman romantic și realist în același timp, situat în Santiago de Compostela . A publicat-o în Revista de España , influențat de lectura lui Pedro Antonio de Alarcón și Juan Valera și încă în afara direcției pe care narațiunea sa a luat-o un deceniu mai târziu.  Succesul romanului a determinat-o să urmeze aceeași cale, publicând O lună de miere în 1881, despre căsătoria imprudente a unei tinere, singura fiică a unui nouveau riche și a unui bărbat matur; o lucrare hibridă, în care elemente pur realiste sunt amestecate cu altele tipice romanului de teză - în acest caz, imprudența unei căsătorii de conveniență -  și cu descrieri abundente de peisaje și personaje, care preia din Balzac și Daudet, și care își anunță deja interesul viitor pentru naturalism. 
Tot în 1881 este datat începutul corespondenței epistolare dintre Emilia Pardo Bazán și Benito Pérez Galdós, cu care a întreținut inițial o relație literară care a dus la o intimitate romantică de lungă durată, mai ales după despărțirea Emilia de soțul ei începând cu anul 1881. 1883. când Galdós era în apogeul triumfului lui La desheredada și Doña Emilia tocmai publicase La problema palpitante . 
1. ↑  Gómez-Ferrer 2016.
2. 1 2 3 4 5  Alberdi, Inés (2013). Vida de Emilia Pardo Bazán. EILA Editores. ISBN 978-84-940316-8-7.
3. ↑  Cristina Patiño Eirín. „El feminismo en Emilia Pardo Bazán”. www.culturaydeporte.gob.es (în spaniolă). Accesat în 12 mai 2021.
4. ↑  „1905. Emilia Pardo Bazán, primera mujer socia del Ateneo de Madrid / Documentos destacados / Documentos / Archivo / Inicio - Ateneo de Madrid”. www.ateneodemadrid.com. Accesat în 13 mai 2021.
5. 1 2  González Megía, Marta (2007). Prólogo a "Bucólica". Lengua de Trapo. pp. XI. ISBN 978-84-89618-33-6.
6. ↑  „Biografía de Emilia Pardo Bazán”.
7. 1 2 3 4 5  López Muñoz, José Luis (2003). Introducción a "Un destripador de antaño y otros cuentos". Alianza Editorial. p. 7. ISBN 84-206-5506-6.
8. ↑  Patiño Eirín, Cristina (1991). „Isaac Pavlovski cuenta un episodio curioso de la vida de Emilia Pardo Bazán”. Cuadernos de Estudios Gallegos. vol. 39 (104): 408.
9. ↑  Paz Gago, José María (2007). „Una nota sobre la ideología de Pardo Bazán. Doña Emilia, entre el carlismo integrista y el carlismo moderado”. La Tribuna. Universidade da Coruña (5): 351. Arhivat din original la 1 de octubre de 2018. line feed character în |titlu= la poziția 88 (ajutor); Verificați datele pentru: |archive-date= (ajutor)
10. ↑  Faus Sevilla, Pilar (2003). Emilia Pardo Bazán: su época, su vida, su obra, vol. 1. Fundación Pedro Barrié de la Maza. p. 172.
11. ↑  Emilia Pardo Bazán. „Un viaje de novios”. Project Gutenberg. Accesat în 9 de septiembre de 2013. Verificați datele pentru: |access-date= (ajutor)
12. ↑  Carmen Bravo-Villasante. „Aspectos inéditos de Emilia Pardo Bazán (Epistolario con Galdós)” (PDF). Centro Virtual Cervantes. Accesat în 23 de agosto de 2016. Verificați datele pentru: |access-date= (ajutor)

1. ↑  De nombre completo Emilia Pardo Bazán y de la Rúa Figueroa, es también conocida como condesa por los efímeros títulos II condesa pontificia de Pardo-Bazán y I condesa de la Torre de Cela. Véase José-Domingo Vales Vía, «Doña Emilia Pardo-Bazán y su efímero título nobiliario.» Anuario Brigantino, 2005, n.º 28, págs. 265-276. ISSN 1130-7625